# بابريكا (فلم 2006)
بابريكا (パプリカ) هو فيلم أنمي خيال علمي شارك في كتابته وأخرجه ساتوشي كون، مقتبس من رواية تحمل نفس الاسم للكاتب ياسوتاكا تسوتسوي، عن باحث نفسي يستخدم جهازًا يمكِّن المعالجون من مساعدة المرضى عن طريق دخول أحلامهم. إنه الفيلم الروائي الرابع والأخير لكون قبل موته في 2010. الفيلم من بطولة ميغومي هاياشيبارا و‌تورو إيموري و‌كاتسنوسكي هوري و‌تورو فورويا و‌أكيو أوتسوكا و‌كويتشي ياماديرا و‌هيديوكي تاناكا.
كون وسيشي ميناكامي كتبا السيناريو، وقام استوديو مادهاوس بالتحريك والإنتاج مع سوني بيكتشرز إنترتينمنت اليابان والتي وزعته في اليابان. ألف ألحان الفيلم ووزعها سسمو هيراساوا.

## القصة
في المستقبل القريب، علاج نفسي جديد أحدث ثورة يسمى علاج الحلم قد اِختُرع جهاز يسمى "دي سي ميني"، يسمح لمستخدمه برؤية أحلام الناس. قائدة الفريق الذي يعمل على هذا العلاج، الطبيبة أتسوكو تشيبا، تبدأ باستخدام الآلة بشكل غير قانوني لمساعدة المرضى النفسيين خارج مرفق البحوث باستخدام شخصيتها الأخرى "بابريكا"، وهي شخصية عاطفية تفترضها في عالم الحلم.

## وصلات خارجية
- الموقع الرسمي
- مقالات تستعمل روابط فنية بلا صلة مع ويكي بيانات
- بابريكا (فيلم) في شبكة أخبار الأنمي